# Mistrzostwa Czech w Lekkoatletyce 2009
40. Mistrzostwa Czech w Lekkoatletyce – zawody lekkoatletyczne, które odbyły się 27 i 28 czerwca 2009 na Stadionie Evžena Rošickiego w Pradze.

## Rezultaty

### Mężczyźni
| Konkurencja:                  | Złoto                                                          | Wynik    | Srebro                                                              | Wynik    | Brąz                                                                    | Wynik    |
| Bieg na 100 m                 | Libor Žilka                                                    | 10,51    | Jan Veleba                                                          | 10,56    | Rostislav Šulc                                                          | 10,56    |
| Bieg na 200 m                 | Jiří Vojtík                                                    | 20,94    | Jan Schiller                                                        | 21,34    | Rostislav Šulc                                                          | 21,47    |
| Bieg na 400 m                 | Rudolf Götz                                                    | 46,59    | Petr Szetei                                                         | 47,05    | Petr Klofáč                                                             | 47,64    |
| Bieg na 800 m                 | Jiří Doupovec                                                  | 1:50,99  | Martin Hrstka                                                       | 1:51,25  | Richard Svoboda                                                         | 1:51,28  |
| Bieg na 1500 m                | Tomáš Belada                                                   | 3:52,85  | Jakub Živec                                                         | 3:53,67  | Tomáš Bednář                                                            | 3:53,84  |
| Bieg na 5000 m                | Jan Kreisinger                                                 | 14:24,24 | Petr Mikulenka                                                      | 14:31,85 | Lukáš Kourek                                                            | 14:38,35 |
| Bieg na 10 000 m              | Róbert Štefko                                                  | 30:44,82 | Filip Ospalý                                                        | 30:51,22 | Martin Frei                                                             | 30:56,62 |
| Bieg uliczny na 10 km         | Jan Kreisinger                                                 | 30:39    | Róbert Štefko                                                       | 31:08    | Lukáš Kourek                                                            | 31:34    |
| Bieg przełajowy na 4 km       | TPetr Mikulenka                                                | 12:19    | Petr Doubravský                                                     | 12,22    | Jiří Miler                                                              | 12:29    |
| Bieg przełajowy na 10 km      | Milan Kocourek                                                 | 30,49    | Róbert Štefko                                                       | 30:54    | Jan Kreisinger                                                          | 31:06    |
| Bieg górski                   | Jan Havlíček                                                   | 35:36    | Jan Kreisinger                                                      | 36,07    | Petr Pechek                                                             | 36:33    |
| Półmaraton                    | Róbert Štefko                                                  | 1:07:21  | Martin Frei                                                         | 1:07:33  | Petr Pechek                                                             | 1:07:55  |
| Maraton                       | Mulugeta Serbessa                                              | 2:27:16  | Petr Pechek                                                         | 2:27:53  | Róbert Štefko                                                           | 2:28:02  |
| Bieg na 110 m przez płotki    | Tomáš Kavka                                                    | 14,23    | Michal Krejčí                                                       | 14,34    | Martin Pokorný                                                          | 14,50    |
| Bieg na 400 m przez płotki    | Josef Prorok                                                   | 51,34    | Jaroslav Růža                                                       | 51,71    | Michal Uhlík                                                            | 51,94    |
| Bieg na 3000 m z przeszkodami | Petr Mikulenka                                                 | 8:58,33  | Martin Kučera                                                       | 9:06,04  | Martin Mužík                                                            | 9:07,76  |
| Sztafeta 4 × 100 m            | Olymp Praha Libor Žilka Jiří Vojtík Jan Ondráček Jan Stokláska | 40,47    | Spartak Praha 4 Jan Feher Rostislav Šulc Ondřej Kuptík Ondřej Benda | 41,03    | Slavia Praha Petr Šarapatka Ludvík Bohman Tomáš Kavka Jan Schiller      | 41,17    |
| Sztafeta 4 × 400 m            | Olymp Praha Pavel Jiráň Martin Hošek Jiří Vojtík Petr Klofáč   | 3:10,87  | Slavia Praha Tomáš Bošek Michal Uhlík Tomáš Krupka Josef Prorok     | 3:11,08  | Slavia Praha B Jindřich Šimánek Martin Čapek Tomáš Pelc Miroslav Kaplan | 3:12,79  |
| Chód na 20 km                 | Roman Bílek                                                    | 1:31:11  | Miloš Holuša                                                        | 1:31:36  | Jakub Zajíc                                                             | 1:37:17  |
| Chód na 50 km                 | Roman Bílek                                                    | 4:18:56  | Antonín Kozelka                                                     | 4:53:15  | Zdeněk Simon                                                            | 5:01:01  |
| Skok wzwyż                    | Jaroslav Bába                                                  | 2,20     | Jan Vondra                                                          | 2,10     | Svatoslav Ton David Šutera Dalibor Hon                                  | 2,05     |
| Skok o tyczce                 | Michal Balner                                                  | 5,45     | Jan Kudlička                                                        | 5,45     | Lukáš Bechyně                                                           | 5,25     |
| Skok w dal                    | Štěpán Wagner                                                  | 7,69     | Roman Novotný                                                       | 7,68     | Milan Pírek                                                             | 7,41     |
| Trójskok                      | Tomáš Cholenský                                                | 15,37    | Ondřej Cais                                                         | 14,89    | Vojtěch Kučera                                                          | 14,65    |
| Pchnięcie kulą                | Antonín Žalský                                                 | 19,71    | Remigius Machura                                                    | 18,59    | Vladislav Tuláček                                                       | 18,00    |
| Rzut dyskiem                  | Jan Marcell                                                    | 59,45    | Miroslav Pudivítr                                                   | 56,83    | Igor Gondor                                                             | 55,15    |
| Rzut młotem                   | Lukáš Melich                                                   | 72,96    | Pavel Sedláček                                                      | 70,77    | Pavel Bukvic                                                            | 67,06    |
| Rzut oszczepem                | Petr Frydrych                                                  | 77,44    | Jakub Vadlejch                                                      | 76,24    | Jan Syrovátko                                                           | 75,60    |
| Dziesięciobój                 | David Sazima                                                   | 7494     | František Staněk                                                    | 7426     | Pavel Baar                                                              | 7336     |

### Kobiety
| Konkurencja:                  | Złoto                                                                                 | Wynik    | Srebro                                                                                | Wynik    | Brąz                                                                             | Wynik    |
| Bieg na 100 m                 | Kateřina Čechová                                                                      | 11,71    | Kristina Bažatová                                                                     | 11,85    | Monika Táborská                                                                  | 11,88    |
| Bieg na 200 m                 | Lucie Škrobáková                                                                      | 24,19    | Denisa Rosolová                                                                       | 24,24    | Monika Táborská                                                                  | 24,48    |
| Bieg na 400 m                 | Zuzana Hejnová                                                                        | 52,61    | Jitka Bartoničková                                                                    | 53,66    | Drahomíra Eidrnová                                                               | 54,23    |
| Bieg na 800 m                 | Veronika Mráčková                                                                     | 2:07,60  | Radka Janoušová                                                                       | 2:10,97  | Karolína Neela Jahelková                                                         | 2:12,99  |
| Bieg na 1500 m                | Tereza Čapková                                                                        | 4:18,15  | Lenka Masná                                                                           | 4:18,36  | Lenka Všetečková                                                                 | 4:20,41  |
| Bieg na 5000 m                | Petra Kamínková                                                                       | 16:50,94 | Monika Preibischová                                                                   | 17:30,18 | Ivana Sekyrová                                                                   | 17:45,82 |
| Bieg na 10 000 m              | Petra Kamínková                                                                       | 35:43,86 | Ivana Sekyrová                                                                        | 36:47,66 | Iva Milesová                                                                     | 37:12,90 |
| Bieg uliczny na 10 km         | Petra Kamínková                                                                       | 35:46    | Ivana Sekyrová                                                                        | 35:57    | Zuzana Schindlerová                                                              | 36:19    |
| Bieg przełajowy na 6 km       | Lucie Sekanová                                                                        | 21:23    | Lenka Všetečková                                                                      | 21:48    | Monika Preibischová                                                              | 21:57    |
| Bieg górski                   | Irena Šádková                                                                         | 42:34    | Ivana Sekyrová                                                                        | 42:46    | Taťána Metelková                                                                 | 43:22    |
| Półmaraton                    | Petra Kamínková                                                                       | 1:15:17  | Irena Petříková                                                                       | 1:20:33  | Lenka Šibravová                                                                  | 1:21:07  |
| Maraton                       | Ivana Martincová                                                                      | 2:55:31  | Lenka Šibravová                                                                       | 2:56:24  | Jana Lelut                                                                       | 2:56:35  |
| Bieg na 100 m przez płotki    | Lucie Škrobáková                                                                      | 13,07    | Lenka Lepičová                                                                        | 14,09    | Aneta Pecnová                                                                    | 14,47    |
| Bieg na 400 m przez płotki    | Kristina Volfová                                                                      | 58,93    | Jana Melichová                                                                        | 59,88    | Lenka Švábíková                                                                  | 59,89    |
| Bieg na 3000 m z przeszkodami | Lucie Sekanová                                                                        | 10:19,68 | Eva Tománková                                                                         | 10:24,32 | Anna Krátká                                                                      | 11:37,90 |
| Sztafeta 4 × 100 m            | Olymp Praha Iveta Mazáčová Martina Dostálová Jana Sajdoková Tereza Straková           | 46,91    | Sokol SG Plzeň-Petřín Adéla Černá Pavlína Vostatková Lenka Lepičová Petra Fairaislová | 48,38    | TEPO Kladno Kateřina Líbalová Jana Janoušová Nicola Radostová Pavla Nestrašilová | 49,19    |
| Sztafeta 4 × 400 m            | Hvězda Pardubice Lenka Švábíková Markéta Krejčí Drahomíra Eidrnová Veronika Jelínková | 3:48,70  | Olymp Praha Zlata Polonyiová Veronika Vojtíková Andrea Prudilová Tereza Straková      | 3:53,93  | VS Tábor Monika Brusová Lada Studenovská Zdeňka Pražáková Lucie Šetelíková       | 4:02,46  |
| Chód na 20 km                 | Zuzana Schindlerová                                                                   | 1:35:04  | Hana Herberová                                                                        | 1:50:08  | Karolina Škrášková                                                               | 1:55:09  |
| Skok wzwyż                    | Iva Straková                                                                          | 1,89     | Oldřiška Marešová                                                                     | 1,83     | Barbora Laláková                                                                 | 1,76     |
| Skok o tyczce                 | Jiřina Ptáčníková                                                                     | 4,40     | Romana Maláčová                                                                       | 4,35     | Pavla Rybová                                                                     | 4,20     |
| Skok w dal                    | Veronika Šrámková                                                                     | 6,13     | Petra Štěpánková                                                                      | 6,08     | Kateřina Líbalová                                                                | 5,87     |
| Trójskok                      | Martina Šestáková                                                                     | 14,04    | Lucie Májková                                                                         | 13,06    | Gabriela Vaculová                                                                | 12,95    |
| Pchnięcie kulą                | Jana Kárníková                                                                        | 16,93    | Andrea Valešová                                                                       | 14,60    | Lenka Ledvinová                                                                  | 14,36    |
| Rzut dyskiem                  | Věra Cechlová                                                                         | 56,53    | Eliška Staňková                                                                       | 51,91    | Kateřina Klausová                                                                | 51,09    |
| Rzut młotem                   | Lenka Ledvinová                                                                       | 66,52    | Romana Grómanová                                                                      | 61,75    | Kateřina Šafránková                                                              | 59,27    |
| Rzut oszczepem                | Barbora Špotáková                                                                     | 67,58    | Jarmila Klimešová                                                                     | 57,88    | Irena Šedivá                                                                     | 47,28    |
| Siedmiobój                    | Eliška Klučinová                                                                      | 5592     | Kateřina Konvalinková                                                                 | 5365     | Lucie Fišerová                                                                   | 4837     |